# 人間六度
人間 六度（にんげん ろくど、1995年3月2日 -）は、日本の小説家。愛知県名古屋市出身。東京都在住。日本SF作家クラブ会員。

## 経歴・人物
東海中学校・高等学校卒業。東海高校を卒業した2013年の10月、大学浪人中に急性リンパ性白血病を発症。臍帯血移植により生還し、血液型がA型からO型になる。2018年に日本大学芸術学部文芸学科に進学。2021年現在、同大に在学中。指導教官は青木敬士。
2016年、文芸社から小説『BAMBOO GIRL』を自費出版。2020年に同作が商業文庫化される。2021年8月、オスタハーゲンの鍵名義の投稿作「スター・シェイカー」が第9回ハヤカワSFコンテスト大賞を受賞。同年10月には同じくオスタハーゲンの鍵名義の投稿作「きみは雪を見ることができない」が第28回電撃小説大賞メディアワークス文庫賞を受賞。それぞれの受賞作が2022年に刊行される。

## 作品リスト

### 単行本
- 『BAMBOO GIRL』（文芸社、2016年1月 ISBN 978-4-286-16934-7 / 文芸社文庫NEO、2020年3月 ISBN 978-4-286-21316-3）
- 『スター・シェイカー』（早川書房、2022年1月）ISBN 978-4-15-210077-1
- 『きみは雪をみることができない』（メディアワークス文庫、2022年2月）ISBN 978-4-04-914234-1
- 『永遠のあなたと、死ぬ私の10の掟』（メディアワークス文庫、2022年8月）ISBN 978-4-04-914570-0
- 『過去を喰らう (I am here) beyond you.』（原作:カンザキイオリ作・花譜歌、一迅社、2023年4月）ISBN 978-4-7580-2518-8
- 『トンデモワンダーズ 上 〈テラ編〉』（原案：sasakure.UK、メディアワークス文庫、2024年1月）ISBN 978-4-04-915297-5
- 『トンデモワンダーズ 下 〈カラス編〉』（原案：sasakure.UK、メディアワークス文庫、2024年1月）ISBN 978-4-04-915475-7

### アンソロジー収録作品
「」内が人間の作品
- 『2084年のSF』日本SF作家クラブ/編（ハヤカワ文庫JA、2022年5月）「星の恋バナ」
- 『AIとSF』日本SF作家クラブ/編（ハヤカワ文庫JA、2023年5月）「AIになったさやか」
- 『シメオンの柱 ～七つ奇譚～』（文芸社文庫NEO、2025年2月）「龍の襟元にキスをした」
- 『すばらしき新式食 SFごはんアンソロジー』（集英社オレンジ文庫、2025年4月）「敗北の味」

### 雑誌掲載作品
小説
- 「クジラ委員」 - 『江古田文学』98号（江古田文学会、2018年8月）
- 「『スター・シェイカー』冒頭先行掲載」 - 『S-Fマガジン』2022年2月号（早川書房）
- 「銃のなる木」 - 『小説すばる』2022年4月号（集英社）
- 「サステナー314」 - 『小説すばる』2022年11月号（集英社）
- 「ゆびさきに宿る魂で」 - 『SF小説から未来の時間をヨム Sci-Fi Diving | 2096年の家族との時間』（幻冬舎/企画・編集、Panasonic「未来創造研究所」、2022年12月6日配信）
- 「完全努力主義社会」 - 『小説すばる』2023年4月号（集英社）
- 「推しはまだ生きているか」 - 『小説すばる』2023年7月号（集英社）

エッセイなど
- 「エヴァ座談会」(【20代代表 チームゆとり】として参加) - 『江古田文学』101号（江古田文学会、2019年9月1日）
- 「港の時代」 - 『文芸思潮』73号（アジア文化社、2019年9月25日）
- 「大賞『スター・シェイカー』著者 人間六度氏コメント」 - 『S-Fマガジン』2021年12月号（早川書房）

### 漫画原作
- ハンドレッドハンドルズハンドリングザ・ワールド（作画：アナグマケイゴ、『コミプレ-Comiplex-』2023年6月[5] - 2025年2月28日[6]、全3巻） - 原作担当[5]。